# Nookajärvi
Nookajärvi eller Noakajärvi är en sjö i Finland. Den ligger i kommunen Rovaniemi i landskapet Lappland, i den norra delen av landet, 700 km norr om huvudstaden Helsingfors. Nookajärvi ligger 163,6 meter över havet. Arean är 61,7 hektar och strandlinjen är 4,86 kilometer lång. Sjön  ingår i Kemi älvs huvudavrinningsområde. 